# ملعب آفاس
ملعب آفاس (بالهولندية: AFAS Stadion)‏، كان يسمى                                                                                                        

سابقاً ملعب دي إس بي، هو ملعب كرة قدم متعدد الأغراض يقع في ألكمار، هولندا، يتسع لجلوس 17,023 متفرج. تم افتتاحه في 4 أغسطس 2006 بمبارة ودية ضد آرسنال، والتي خسرها ألكمار 3–0. كانت تكلفة إنشاء الملعب 38 مليون يورو.